# Odontotrema ochrolechiae
Odontotrema ochrolechiae är en lavart som beskrevs av Diederich, Holien och Mikhail P. Zhurbenko. Odontotrema ochrolechiae ingår i släktet Odontotrema, och familjen Odontotremataceae. Arten är reproducerande i Sverige.